# 300 (film)
Pour les articles homonymes, voir 300 (homonymie).
Série
300 : La Naissance d'un empire
(2014)
Pour plus de détails, voir Fiche technique et Distribution.
300 est un péplum américain coécrit et réalisé par Zack Snyder, sorti en 2006. Le film donne une vision fantastique de la bataille des Thermopyles en -480, durant les guerres médiques, et a été tourné en grande partie à l'aide de la technique d'incrustation afin de restituer l'imagerie de la bande dessinée du même nom, écrite et illustrée par Frank Miller et colorisée par Lynn Varley, elle-même inspirée du roman historique de Steven Pressfield, Les Murailles de feu, publié en 1998.
Dans les semaines qui ont précédé et suivi sa sortie, le film a soulevé une controverse portant sur la représentation des Perses dans le contexte international des tensions entre les États-Unis et l'Iran. Malgré cette controverse et des critiques partagées, le film a été un très grand succès commercial.
Une suite, 300 : La Naissance d'un Empire, réalisée par Noam Murro, est sortie en 2014.

## Synopsis
En 489 av. J.-C., Léonidas est devenu roi de Sparte à la suite des épreuves rituelles spartiates, dont il a triomphé. 9 ans plus tard, il apprend d'un messager perse que le roi Xerxès envisage d'envahir la Grèce et de soumettre sa cité, mais refuse de négocier un quelconque arrangement. Contre l'avis des éphores corrompus par l'or perse, il part à la rencontre de l'ennemi avec les 300 meilleurs soldats de sa cité, et est rejoint sur la route par Daxos et ses Arcadiens. Léonidas choisit de combattre l'armée perse dans le passage étroit et rocheux des Thermopyles, appelées les Portes chaudes dans le film. Il refuse d'enrôler Éphialtès, un Spartiate exilé, car celui-ci, bossu, ne peut lever convenablement son bouclier à cause de son handicap au dos et au cou.
Face à l'armée gigantesque conduite par le roi Xerxès en personne, la résistance est héroïque mais désespérée. Xerxès, frappé par les importantes pertes subies par son armée lors des premiers assauts, tente de gagner Léonidas à sa cause mais essuie un échec. Il envoie alors ses meilleurs guerriers, les Immortels, ceux-ci étant également repoussés par les Spartiates. Mais Éphialtès, meurtri par le refus de Léonidas, révèle à Xerxès l'existence d'un sentier secret qui contourne les Thermopyles. Les Arcadiens battent en retraite en apprenant la nouvelle et Léonidas, conscient que son destin est désormais scellé, envoie Dilios, un de ses guerriers, à Sparte avec ordre de narrer l'histoire du sacrifice de ses camarades.
Pendant ce temps à Sparte, la reine Gorgô, épouse de Léonidas, doit faire face aux machinations de Théron, un homme politique à la solde des Perses qui cherche à faire destituer Léonidas de son titre pour avoir contrecarré les éphores. Théron fait chanter Gorgô et abuse d'elle en échange de la promesse de son soutien quand elle plaidera la cause de son époux devant le Conseil de la cité. Mais, le moment venu, il l'accuse au contraire d'adultère et Gorgô le poignarde à mort. La dague perce au passage la bourse de Théron, et l'or perse qui en tombe révèle sa trahison.
Aux Thermopyles, les Perses ont encerclé les Spartiates survivants et Xerxès exige leur soumission. Léonidas feint d'accepter avant de blesser Xerxès à la joue avec sa lance. Léonidas et ses hommes sont ensuite massacrés. Un an plus tard, Dilios conclut son récit devant une armée de Spartiates, expliquant comment cette résistance valeureuse a touché le moral de l'armée perse et poussé les cités grecques à s'unir, 40 000 Grecs faisant désormais face à 100 000 Perses sur le champ de bataille de Platées.

## Fiche technique
Sauf indication contraire ou complémentaire, les informations mentionnées dans cette section proviennent du générique de fin de l'œuvre audiovisuelle présentée ici.
- Titre : 300
- Réalisation : Zack Snyder
- Scénario : Zack Snyder, Kurt Johnstad et Michael B. Gordon,
- Musique : Tyler Bates
- Direction artistique : James Bissell
- Photographie : Larry Fong
- Décors : Paul Hotte
- Costumes : Michael Wilkinson
- Montage : William Hoy
- Production : Mark Canton, Bernie Goldmann, Gianni Nunnari et Jeffrey Silver
- Sociétés de production : Legendary Pictures, Virtual Studios, Hollywood Gang Productions et Atmosphere Entertainment
- Société de distribution : Warner Bros. Pictures
- Budget : 65 000 000 USD[1]
- Pays de production :  États-Unis
- Langue originale : anglais
- Format : couleurs Technicolor, Kodak et Fujifilm - 2,35:1 - son Dolby Digital, DTS, SDDS - 35 mm - filmé avec du matériel Panavision
- Genre : péplum, action et guerre
- Durée : 115 minutes
- Dates de sortie
  - États-Unis : 9 décembre 2006 (Austin Butt-Numb-A-Thon) ; 9 mars 2007 (sortie nationale)
  - Canada : 9 mars 2007
  - Belgique, France et Suisse : 21 mars 2007
- Classification :
- États-Unis : R Rated R for graphic battle sequences throughout, some sexuality and nudity
- France : interdit aux moins de 12 ans lors de sa sortie en salles mais aux moins de 16 ans à la télévision

## Distribution
- Gerard Butler (VF : Éric Herson-Macarel ; VQ : Benoît Rousseau) : le roi Léonidas
- Rodrigo Santoro (VF : Bernard Gabay ; VQ : Daniel Picard) : le roi Xerxès
- Lena Headey (VF : Rafaèle Moutier ; VQ : Anne Bédard) : la reine Gorgô
- Dominic West (VF : Jean-Pol Brissart ; VQ : Paul Sarrasin) : Théron
- David Wenham (VF : Michel Papineschi ; VQ : Sébastien Dhavernas) : Dilios[Note 1] (également narrateur)
- Vincent Regan (VF : Bruno Choël ; VQ : François Godin) : le capitaine Artemis
- Michael Fassbender (VF : Axel Kiener ; VQ : Patrice Dubois) : Stelios[Note 2]
- Tom Wisdom (VQ : Hugolin Chevrette-Landesque) : Astinos
- Andrew Pleavin (VF : Pascal Montségur ; VQ : Patrick Chouinard) : Daxos
- Andrew Tiernan (VF : Philippe Bozo ; VQ : Daniel Lesourd) : Éphialtès
- Stephen McHattie (VF : Philippe Catoire) : le politicien spartiate
- Giovanni Cimmino : Pleistarchos, fils de Léonidas et Gorgô
- Peter Mensah (VF : Daniel Lobé ; VQ : Widemir Normil) : le messager perse
- Kelly Craig : la Pythie, l'oracle des éphores
- Tyler Neitzel : Léonidas jeune
- Patrick Sabongui : le général perse qui tente de convaincre Léonidas à la fin
- Dennis St John : le Spartiate chargé de vérifier l'apparence des nouveau-nés
- Robert Maillet : Uber, l'Immortel géant
- Leon Laderach : le bourreau perse
- Tyrone Benskin : l'émissaire perse
- Tim Connolly : le père de Léonidas
- Marie-Julie Rivest : la mère de Léonidas
- Jere Gillis : un général spartiate
- David Francis : un des éphores
- Deke Richards : un soldat spartiate

Sources et légende : version française (VF) sur Allodoublage. Version québécoise (VQ) sur Doublage Québec

## Production

### Adaptation
Zack Snyder a réalisé le film durant l'année 2006. Le film a utilisé les mêmes procédés techniques que le film Sin City (adapté lui aussi d'une bande dessinée de Frank Miller), avec l'utilisation d'images de synthèse.
Si toutes les scènes présentes dans la bande dessinée sont fidèlement reconstituées à l'écran, le film a ajouté plusieurs personnages et scènes supplémentaires :
- dans la bande dessinée, Éphialtès, qui finit par trahir les Spartiates (et qui est une sorte de monstre difforme dans le film), tente de se suicider lorsque Léonidas refuse de faire de lui un guerrier. Bien que la scène fut tournée, elle fut coupée au montage ;[réf. nécessaire]
- toutes les scènes se déroulant à Sparte impliquant la reine et montrant les intrigues politiques au sein de la cité ont été ajoutées pour renforcer l'unique rôle féminin ;[réf. nécessaire]
- des éléments fantastiques et divers bêtes comme les rhinocéros ont été ajoutés.[réf. nécessaire]

### Tournage
Près de 1 300 effets visuels ont été nécessaires, soit une moyenne d'un effet visuel par plan.
Les acteurs ont suivi un entraînement sportif intensif de plus de huit semaines avant le début du tournage.
Dans ce film, les acteurs Gerard Butler et Andrew Pleavin jouent à nouveau ensemble, cinq ans après leur collaboration dans Attila le Hun de Dick Lowry. Gerard Butler avait là encore le rôle principal, tandis qu'Andrew Pleavin interprétait Flavius Oreste, un fidèle général d'Attila.

## Accueil

### Accueil critique
Le film recueille 60 % de critiques positives, avec un score moyen de 6,1/10 et sur la base de 223 critiques collectées, sur le site internet Rotten Tomatoes. Il obtient un score de 52/100, sur la base de 42 critiques, sur le site Metacritic. En 2008, le magazine Empire l'a classé à la 337e place dans sa liste des 500 meilleurs films de tous les temps.
En France, les critiques sont totalement divisés. Le site Allociné propose une note moyenne de 2,9⁄5 à partir de l'interprétation de critiques provenant de 25 titres de presse. Le Figaroscope évoque un défi relevé « avec intelligence et brio », L'Écran fantastique une « adaptation époustouflante de la bande dessinée éponyme », Paris Match « une œuvre d'une beauté visuelle à couper le souffle mais d'une violence inouïe », Ouest-France « un délire de kitsch et de baroque d'une extrême sophistication », Première « un triomphe de direction artistique », Rolling Stone « des scènes de bataille admirablement rendues et surréalistes mais des scènes intimistes inutiles et absurdes », Le Parisien « un bide artistique », L'Humanité « une esthétique proche du fantastique plombée par des dialogues pompeux », Les Inrockuptibles un résultat « saisissant de laideur », Libération « un atroce film de propagande », et Positif un film « sans scénario, ni personnages ».

### Box-office
Le film a rapporté 456 068 181 $ dans le monde entier dont 210 614 939 $ rien que sur le territoire américain. Il a réalisé 1 661 288 entrées en France, 449 512 entrées au Québec et 150 062 entrées en Suisse.
Il détient le record de fréquentation en Grèce avec 325 000 spectateurs en 4 jours.
| Pays         | Box-office    | Pays      | Box-office   | Pays             | Box-office  |
| ------------ | ------------- | --------- | ------------ | ---------------- | ----------- |
| États-Unis   | 210 614 939 $ | Brésil    | 11 207 791 $ | Norvège          | 2 246 901 $ |
| Royaume-Uni  | 27 994 700 $  | Mexique   | 10 101 034 $ | Belgique         | 2 216 126 $ |
| Espagne      | 20 762 055 $  | Russie    | 10 040 438 $ | Venezuela        | 2 030 133 $ |
| Corée du Sud | 19 902 209 $  | Turquie   | 4 861 226 $  | Hong Kong        | 1 963 536 $ |
| Italie       | 14 618 081 $  | Argentine | 4 587 738 $  | Danemark         | 1 942 519 $ |
| Allemagne    | 14 570 919 $  | Pologne   | 3 091 535 $  | Suisse           | 1 851 658 $ |
| France       | 13 900 000 $  | Inde      | 2 582 794 $  | Nouvelle-Zélande | 1 848 409 $ |
| Japon        | 13 036 817 $  | Pays-Bas  | 2 546 452 $  | Thaïlande        | 1 806 471 $ |
| Australie    | 12 304 031 $  | Autriche  | 2 458 709 $  | Philippines      | 1 671 166 $ |
| Grèce        | 11 376 293 $  | Taïwan    | 2 281 146 $  | Colombie         | 1 662 904 $ |

### Controverse

#### Critiques iraniennes
Le film, bien que non diffusé en Iran, a soulevé des critiques de la part du gouvernement et des intellectuels iraniens,,,,.
La critique porte sur le travestissement de la réalité, associé à une critique plus politique : celle de tenter de porter atteinte à l'image de l'Iran dans un contexte politique tendu entre ce pays et les États-Unis.
En effet, la représentation qui est faite des Perses à la période achéménide est fausse. Cette période est considérée comme un âge d'or dans l'histoire de l'Iran, avec en particulier l'écriture sur le Cylindre de Cyrus de ce qui est considéré comme la première charte des droits de l'homme. Dans le roman graphique dont est inspiré le film, les Perses sont dépeints comme une horde barbare, décadente, opposés aux nobles grecs. De manière générale, le film ne respecte ni les costumes ni les coiffures perses de l'époque achéménide.
D'un point de vue plus politique, Javad Shamghadri, conseiller culturel du président Mahmoud Ahmadinejad, a déclaré que les États-Unis essayaient de modifier la réalité historique afin d'humilier l'Iran, présentant l'empire comme une contrée barbare et stupide.
Le quotidien Āyande No a dit dans ses pages que « le film dépeint les Iraniens comme des démons sans culture, sans sentiments et sans humanité, qui ne pensent à rien d'autre qu'à attaquer les autres nations et à tuer », ce que le journal assimile à « un nouvel effort pour discréditer le peuple iranien et sa civilisation vis-à-vis de l'opinion publique internationale à un moment où les menaces américaines contre l'Iran s'intensifient ».

#### Autres critiques
D'autres critiques ont été émises sur divers aspects de ce film :
Le journal The Arab American News parle d'« une propagande guerrière irréfléchie » (mindless war propaganda).
Ephraim Lytle, professeur d'histoire hellénique à l'université de Toronto, écrit que « la manière dont le film idéalise sélectivement les Spartiates est troublante », notamment sur le fait que Xerxès Ier est dépeint comme bisexuel ; et que les Perses sont montrés sous un aspect monstrueux, tandis que les Spartiates sont des hommes au physique avantageux (sauf le traître Éphialtès, un monstre difforme aussi). Les Éphores, qui s'opposent à l'action héroïque de Léonidas, sont eux aussi hideux.
L'idéalisation de certains éléments dans le film est également critiquée par Touraj Daryāi, professeur d'histoire antique à l'Université de Californie à Fullerton. Il critique le thème central du film, à savoir l'opposition entre le monde « libre » et « aimant la démocratie », représenté par les Spartiates, et le monde guerrier perse.
On peut ajouter que les Athéniens, que le film décrit comme des philosophes pédérastes, ont également joué un rôle majeur dans les guerres médiques, aspect qui est laissé dans l'ombre.
D'autres critiques s'attardent sur l'aspect fascisant du film. Pour Kyle Smith, du New York Post, « Le film aurait plu aux Jeunesses hitlériennes (Adolf's boys) ». Dana Stevens, dans Slate, compare 300 au film de propagande national-socialiste Der ewige Jude (Le Juif éternel). Roger Moore, critique de cinéma à l'Orlando Sentinel, considère que le film correspond à la définition que donne Susan Sontag de l'art fasciste.
En réponse à ces critiques, le réalisateur, les producteurs du film et l'auteur de la bande dessinée ont souligné[réf. nécessaire] que cette adaptation cinématographique d'une bande dessinée n'est qu'une version heroic fantasy de la bataille des Thermopyles et qu'il n'y avait aucun aspect historique à retenir du film. Dans une interview en mars 2007, Frank Miller, interrogé au sujet de la situation politique des États-Unis, fait remarquer que les États-Unis se comportent comme un empire en déclin, et que les grandes civilisations ne sont jamais conquises mais qu'elles se désagrègent de l'intérieur. Il affirme aussi que la guerre de l'empire américain contre l'Irak, tout comme la Seconde Guerre mondiale, s'inscrit dans une lutte contre un fascisme global,.
Bret Devereaux, professeur d'histoire à l'Université de Caroline du Nord, a écrit une série d'articles sur son blog sur les différentes idées reçues propagées par ce film sur la cité de Sparte,.

## Distinctions
Sauf mention contraire, cette liste provient d'informations de l'Internet Movie Database.

### Récompenses

#### 2007
- BMI Film & TV Award pour Tyler Bates
- Golden Trailer Award
- Meilleur film de l'année au Hollywood Film Festival pour Zack Snyder
- MTV Movie Award du meilleur combat pour Gerard Butler (contre Uber l'Immortel)
- Phoenix Film Critics Society Award des meilleurs effets speciaux
- Satellite Award des meilleurs effets spéciaux pour Chris Watts, Grant Freckelton, Derek Wentworth et Daniel Leduc

#### 2008
- Saturn Awards :
  - Meilleur film (action/aventure/thriller)
  - Meilleure réalisation pour Zack Snyder
- Taurus World Stunt Award de la meilleure bataille pour Max White, Jon Valera, Daniel Hernandez, Ryan Watson, Matthew Rugetti, Tim Rigby, Jonathan Eusebio, Stéphane Julien, Mathieu Ledoux et Don Lew

### Nominations

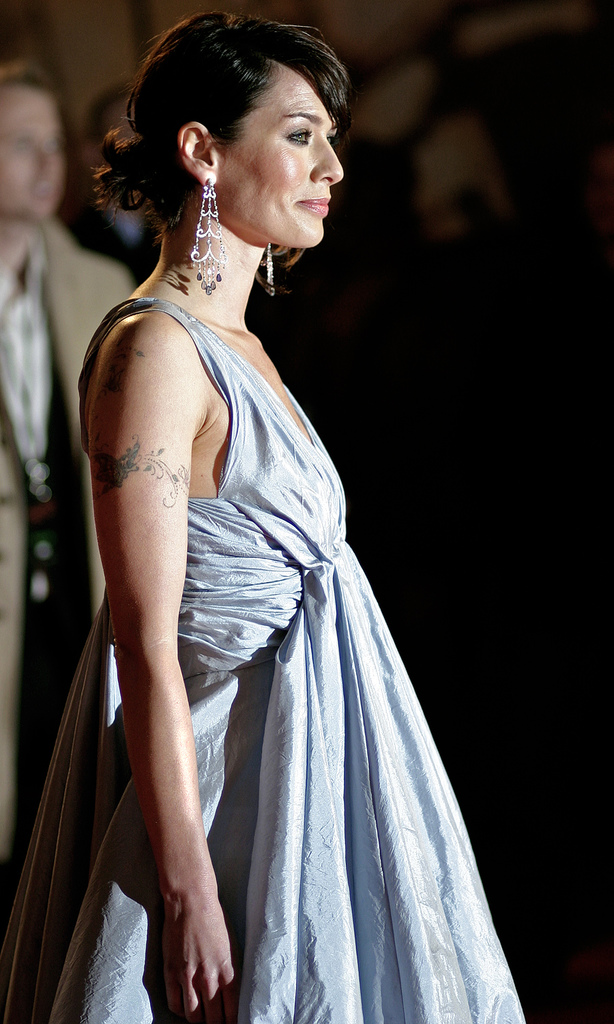
Lena Headey à la première du film à Londres, en 2007.

#### 2007
- MTV Movie Awards :
  - Meilleur film
  - Meilleur acteur : Gerard Butler
  - Meilleure révélation féminine : Lena Headey
  - Meilleur méchant : Rodrigo Santoro
- National Movie Awards : Meilleur film (action/aventure)
- Satellite Awards :
  - Meilleur film
  - Meilleur son : Scott Hecker, Eric Norris, Chris Jenkins, Frank A. Montaño et Patrick Rousseau
- Teen Choice Awards :
  - Meilleure actrice de film d'action et d'aventure : Lena Headey
  - Meilleur film d'action et d'aventure
  - Meilleur combat : Spartiates contre Perses

#### 2008
- Saturn Awards :
  - Meilleur acteur : Gerard Butler
  - Meilleur acteur dans un second rôle : David Wenham
  - Meilleure actrice dans un second rôle : Lena Headey
  - Meilleur scénario : Michael B. Gordon, Zack Snyder et Kurt Johnstad
  - Meilleurs costumes : Michael Wilkinson
  - Meilleur maquillage : Shaun Smith, Mark Rappaport et Scott Wheeler
  - Meilleurs effets spéciaux : Chris Watts, Grant Freckelton, Derek Wentworth et Daniel Leduc
  - Meilleure musique : Tyler Bates
- Art Directors Guild Awards : Meilleurs direction artistique pour un film : James D. Bissell, Isabelle Guay, Nicolas Lepage et Jean-Pierre Paquet
- Cinema Audio Society Awards : Meilleur son : Patrick Rousseau, Chris Jenkins et Frank A. Montaño
- Costume Designers Guild Awards : Meilleurs costumes pour un film fantastique : Michael Wilkinson
- Empire Awards :
  - Meilleur film fantastique
  - Meilleur acteur : Gerard Butler
- People's Choice Awards : Film d'action favori
- Screen Actors Guild Awards : Meilleure performance de cascadeurs : Damon Caro, Richard Cetrone, Tim Connolly, Scott Cosgrove, Jared S. Eddo, Jonathan Eusebio, Tad Griffith, Dany Hernandez, David Leitch, Mike Mukatis, Tim Rigby et Matthew Rugetti
- Visual Effects Society Awards : Meilleure scène à effets spéciaux : Chris Watts, Gayle Busby et Kirsty Millar

## Analyse

### Culture populaire

Dessin parodique d'une scène du film.

De nombreuses parodies de 300 ont vu le jour, généralement basées sur l'affiche du film ou les deux phrases emblématiques « This is Sparta! » et « Tonight, we dine in Hell! ». Le film a été à l'origine d'un mème internet consistant à incruster la tête de Leonidas dans des images ou des vidéos accompagnées d'une version souvent modifiée de la phrase « This is Sparta! », notamment la musique techno Sparta Remix dont l'instrumental a été lui-même repris dans d'autres vidéos,. D'autres médias ont également parodié le film, tel que le court-métrage United 300 qui a obtenu le Movie Spoof Award au MTV Movie Awards de 2007. 300 a également inspiré de nombreux sketches à la télévision, tels que dans l'émission Saturday Night Live, la série Robot Chicken, et dans G-Win !, un épisode de South Park. Des films parodiques ont également été réalisés : Spartatouille en 2008 et National Lampoon's 301: The Legend of Awesomest Maximus en 2009.
Plusieurs allusions au film 300 existent dans le film Yes Man : Carl Allen loue cette vidéo, et plus tard rend visite à son ancien patron Norman, durant une fête costumée ayant pour thème 300.
Il y a une allusion à 300 dans le film Astérix et Obélix : Au service de Sa Majesté. Les Bretons poussent les Romains du haut de la falaise, comme les Spartiates le font avec les Perses.
Dans le film Les Profs, Polochon fait reconstituer par ses élèves la retraite de Russie dans la salle de classe. Un élève se lève et crie en levant le poing « Vive l'Empereur ! ». Les autres élèves l'imitent. L'un d'eux crie « Ahou ! » (le cri de guerre des Spartiates) à la surprise générale. Le mouvement des Gilets jaunes s'était réapproprié ce cri. Lorsqu'un manifestant demandait « Gilets jaunes quel est votre métier ? », beaucoup d'autres répondaient « Ahou ! Ahou ! Ahou ! ».
Ces célèbres citations du film ont été reprises par les supporters des Spartans, surnom des équipes de sports de l'Université d'État du Michigan, avec le chant Spartans, what is your profession?.
Dans le film The King's Man : Première Mission, Arthur se protège d'un bouclier pour contrer une explosion de grenade comme dans la scène du film.

## Autour du film

### Suite
Une suite, intitulée 300 : La Naissance d'un Empire (300: Rise of an Empire), est sortie le 5 mars 2014. Le film est réalisé par Noam Murro avec comme acteurs principaux Sullivan Stapleton dans le rôle de Thémistocle, Eva Green dans celui d'Artémise Ire et Rodrigo Santoro reprenant le rôle de Xerxès Ier.

### Incohérences historiques
Le film présente plusieurs incohérences historiques,,.
La première scène présente l'examen des jeunes enfants par les anciens de la cité sur le mont Taygète. D'après le narrateur, ceux qui n'étaient pas acceptés étaient jetés dans une fosse depuis le sommet du mont. En réalité, ceux qui n'étaient pas acceptés étaient exposés sur le mont et pouvaient être adoptés par des familles d'hilotes.
Le film semble montrer que Léonidas était seul à régner dans la cité de Sparte. Pourtant, la cité de Sparte fonctionnait selon un système particulier : la diarchie. Il y avait donc deux rois issus de familles aristocratiques. L'un était issu de la famille des Agiades, ce qui est le cas de Léonidas Ier et l'autre faisait partie de la famille des Eurypontides. Depuis la querelle entre Cléomène et Démarate en 506 avant notre ère, il n'y avait plus qu'un seul roi qui partait en campagne militaire.
Lors des campagnes, le roi était accompagné par deux magistrats, les éphores qui, une fois le conflit terminé, lui demandaient de justifier ses actions. Dans le film, Léonidas part en campagne uniquement accompagné de ses 300 hoplites, contournant l'interdiction de faire la guerre en faisant passer son expédition pour une partie de chasse. De plus, avant chaque action, le roi devait demander l'accord aux dieux, ce qui est étrangement représenté dans le film par la consultation de prêtres reclus du monde et au physique difforme, appelés « éphores » (sans aucun rapport avec les éphores spartiates historiques), corrompus par les Perses. C'est à cette fin que les troupes emmenaient avec elles des troupeaux d'animaux afin de réaliser les sacrifices alimentaires.
Dans le film, le conseil restreint de Sparte est appelé Sénat, alors qu'il s'agissait en réalité de la Gérousie. D'ailleurs, le Sénat est une institution absente du monde grec, qui apparait beaucoup plus tardivement dans le monde romain.
L'une des dernières scènes montre la mort de Léonidas, transpercé par une pluie de flèches. En réalité, il serait mort décapité. Sa dépouille aurait ensuite été rapatriée à Sparte.
Les costumes sont souvent faux, surtout ceux des deux armées.

## Dans la culture populaire
300 a été parodié au cinéma, à la télévision et dans d’autres médias.
La parodie la plus connue est une vidéo mise en ligne sur Youtube, parodiant la réplique de Léonidas « This is Sparta ! », vidéo devenue un mème Internet.
Des sketches basés sur le film ont été réalisés pour le Saturday Night Live et Robot Chicken, ce dernier imitant le style visuel de 300 dans une parodie se déroulant pendant la guerre d’indépendance américaine, intitulée « 1776 ».
Nate Ebner, un joueur de football américain ayant joué dans l'équipe des Patriots de la Nouvelle-Angleterre et des Buckeyes d'Ohio State, a été surnommé « Leonidas », en raison de son régime d’entraînement intense et de sa barbe faisant penser au personnage interprété par Gerard Butler dans le film 300.